# هكتوريت
الهكتوريت (Hectorite) هو معدن غضاري نادر وطري وأبيض اللون، له الصيغة الكيميائية Na0.3(Mg,Li)3Si4O10(OH)2.
وصف الهكتوريت لأول مرة عام 1941 وسمّي بهذا الاسم نسبةً إلى مكان اكتشافه وذلك في منطقة تدعى هكتور Hector وذلك بالقرب من مقاطعة سان بيرناردينو في كاليفورنيا.

## الوصف العام
يوجد الهكتوريت مع البنتونيت Bentonite وذلك كناتج تغيّر لمعدن الكلينوبتيلوليت Clinoptilolite من الرماد البركاني والطفة البركانية مع وجود محتوى مرتفع من الزجاج.
يوجد الهكتوريت أيضاً في الطين البني الفاتح الموجود في الغاسول في ولاية البيض الجزائرية وفي جبال الأطلس في المغرب.

## الاستخدامات
يستخدم الهكتوريت في صناعة مستحضرات التجميل، كما أن له تطبيقات في الصناعة الكيميائية، كما انه يعد أحد مصادر فلز الليثيوم.